# Zaculeu
Zaculeu är en fornlämning i Guatemala.   Den ligger i departementet Departamento de Huehuetenango, i den västra delen av landet, 130 km nordväst om huvudstaden Guatemala City. Zaculeu ligger 1 870 meter över havet.
Terrängen runt Zaculeu är varierad. Runt Zaculeu är det ganska tätbefolkat, med 67 invånare per kvadratkilometer. Närmaste större samhälle är Huehuetenango, 2,8 km sydost om Zaculeu. I omgivningarna runt Zaculeu växer huvudsakligen savannskog.